# TMF Awards 2006 (Nederland)
De Nederlandse TMF Awards 2006 werden uitgereikt op vrijdag 13 oktober. De opzet van deze elfde editie van het awardsspektakel was veranderd ten opzichte van eerdere jaren.
De show was verschoven van de maand april naar oktober, van de zaterdag- naar de vrijdagavond en ook verhuisd van Ahoy' te Rotterdam naar de Heineken Music Hall te Amsterdam. Volgens TMF paste dit kleinere onderkomen beter bij de vernieuwende opzet van de TMF Awards. In tegenstelling tot eerdere jaren, waarin de awardsshow pronkte met de komst van vele internationale sterren, werd er in 2006 prat op gegaan vooral optredens van nationale artiesten te hebben. Het aantal uit te reiken prijzen was ook aanzienlijk ingesnoeid; de meeste categorieën hadden geen internationale variant meer.
De presentatie werd deze editie verzorgd door de vj's Renate Verbaan, Richard 'Skate' Simon, Valerio Zeno en Miljuschka Witzenhausen. Deze show was Renate's laatste optreden bij TMF.

## Winnaars

### Nationaal
| Categorie                 | Winnaar                           | Overige genomineerden                                                                                        |
| ------------------------- | --------------------------------- | --- |
| Beste Mannelijke Artiest  | Marco Borsato                     | Ali B, Tiësto, Brace                                                                                         |
| Beste Vrouwelijke Artiest | Anouk                             | Do, Ilse DeLange, EliZe                                                                                      |
| Beste Band                | Kane                              | BLØF, DI-RECT, Racoon                                                                                        |
| Beste Rock Act            | Anouk                             | DI-RECT, Kane, Within Temptation                                                                             |
| Beste DJ                  | Tiësto                            | G-Spott, Armin van Buuren, DJ Chuckie                                                                        |
| Beste Urban Act           | Ali B                             | De Jeugd van Tegenwoordig, Lange Frans & Baas B, The Partysquad                                              |
| Beste Pop Act             | Marco Borsato                     | BLØF, Do, I.O.S.                                                                                             |
| Beste Nieuwkomer          | Yes-R                             | a balladeer, The Opposites, Pete Philly & Perquisite                                                         |
| Beste Video               | Postman ft. Anouk met Downhill    | Kraak & Smaak met Keep me Home, Johan met Walking away, Lange Frans & Baas B ft. Tim met Ik Wacht Al Zo Lang |
| Beste Album               | Ilse DeLange met The Great Escape | BLØF met Umoja, Racoon met Another Day, Opgezwolle met Eigen Wereld                                          |
| Beste Live Optreden       | Lange Frans & Baas B              | |

### Internationaal
| Categorie                | Winnaar - Album                                    | Overige genomineerden                                                                                   |
| ------------------------ | -------------------------------------------------- | --- |
| Beste Act                | The Black Eyed Peas                                | Keane, Red Hot Chili Peppers, Shakira                                                                   |
| Beste Nieuwkomer         | The Pussycat Dolls                                 | Arctic Monkeys, James Blunt, Rihanna                                                                    |
| Beste Video              | Panic! at the Disco met I Write Sins Not Tragedies | Gnarls Barkley met Crazy, Justin Timberlake met SexyBack, Pink met Stupid Girls                         |
| Beste Veelbelovende Act1 | Razorlight                                         | - |
| Radio 538 Single Award   | Marco Borsato met Rood                             | The Pussycat Dolls ft. Snoop Dogg met Buttons, Pakito met Living On Video, Kelly Clarkson met Breakaway |

1Bij deze categorie kon niet worden gestemd, deze werd pas later toegevoegd.